# Casa Benvingut Socias
La Casa Benvingut Socias és un edifici d'El Vendrell (Baix Penedès) catalogat com a bé cultural d'interès local.

## Història
L'indià Manuel Marquès i Bolet, un diplomàtic que havia fet fortuna a Cuba, i la seva esposa Anita Bonastre, van fer construir una casa d'estil colonial americà a la finca coneguda com a Tancat de la Plana, una gran extensió de terra a l'altra banda de la riera de la Bisbal. La casa, construïda el 1880 pel mestre d'obres Antoni Sabanes, era envoltada de jardí amb plantes exòtiques. Als voltants hi havia cultius del país, com ara oliveres i vinya, i un hort dels masovers que vivien a la casa de l'entrada a la finca. Disposaven de dos pous d'aigua, que extreien amb molins de vent i una sínia. Al costat mateix d'un dels molins hi havia una bassa.
El matrimoni morí sense fills, i la casa i la finca van ser llegades en usdefruit a la seva neboda Blanca Bonastre i Giménez, que es va casar amb el pianista vendrellenc Benvingut Socias i Mercadé, que tingué un gran èxit i va fer actuacions per Europa i els Estats Units. El matrimoni va viure entre Barcelona i el Vendrell.
En morir, la propietat va passar a mans de Joan Maristany i Castellà que ja havia comprat la meitat indivisa de la finca a Teresa de Belza i Bonastre, hereva des de 1929. Joan Maristany va vendre la finca el 10 d'agost de 1953 a Joaquím Sanpere i Carreras (propietari de la fàbrica de paracaigudes Irwin-Sanpere, proveïdora de l'Exèrcit de l'Aire espanyol. A la finca hi havia conreus d'oliveres, vinya, arbres fruiters, també hi havia una granja d'aviram.
El 1967, degut a la gran expansió urbanística de la vila i que ja s'havia aprovat el primer Pla d'Ordenació, la finca fou adquirida per Francesc Sanvicens i Andreu Rovirosa, que la parcel·laren, juntament amb finques veïnes i urbanitzaren la zona que compren els carrers de Pau Casals, Benvingut Socias, Josep Maria de Segarra, Castellers i Mas d'en Gual i avingudes del Tancat de la Plana i del Baix Penedès.
De l'antiga finca només en va quedar la casa gran, ja que la portalada i la casa annexa foren enderrocades per les obres d'urbanització a principis de la dècada de 1970, i el molí desaparegué entorn de 1973.

## Descripció
En un principi, l'accés de la finca quedava a peu pla, però amb la urbanització de l'avinguda del Tancat de la Plana es van haver de fer uns esglaons de pedra per salvar el desnivell. La casa es troba al mig de la finca i és de planta rectangular (dimensions aproximades de 21,55 x 17,60 m) i tenia dues plantes amb coberta central inclinada a quatre aigües, sobre la qual sobresortia una torre cilíndrica acabada amb cúpula i un penell. La resta de la coberta és plana rematada per una cornisa i una barana cega que en alguns trams conté balustrades ceràmiques.
L'estructura està formada per tres crugies paral·leles a la dimensió més llarga que defineixen les parts portants. Una escala central, d'una tramada, organitza l'accés a la planta pis. L'accés a la coberta-terrat es fa des d'una petita escala situada a l'angle nord-est de la planta.
La façana principal, orientada a sud, estaria formada per nou arcades d'estil colonial americà, s'alternen cinc de grans amb quatre de més petites, tant a la planta baixa com al pis. Inicialment sembla que tenia prevista una galeria que tancava el perímetre de les quatre façanes i de la que avui solament roman la que dona a l'avinguda del Tancat de la Plana. Les últimes arcades de la planta baixa als dos extrems són cegues, una fa funció de garatge i l'altre de continuació de l'habitatge.
El sostre és de bigues de fusta i a la galeria de dalt hi ha una barana de balustres. La porta d'entrada, situada al mig de la façana, està envoltada d'unes dovelles de pedra seguint la forma de les arcades de la galeria.
La teulada queda amagada per una barana cega excepte a la part central on trobem el capcer amb l'escut dividit en tres parts, en una de les quals hi ha tres bolets, en alusió al segon cognom del propietari. La barana està decorada amb uns pinacles en forma de pinya i torreta. A dalt de la teulada sobresurt una torre esfèrica acabada amb una cúpula que sosté un panell i un parallamps.
La façana de llevant presenta una galeria de cinc arcades. L'arcada central és una porta i les dues arcades que hi ha a banda i banda han estat convertides en finestres, les altres dues arcades situades a cada extrem estan totalment tapiades. Al pis de dalt, damunt la porta central, hi ha una tribuna tancada i a sobre de les restants arcades, aprofitant les arcades de la galeria hi ha unes portes balconeres amb el mateix tipus de barana de balustres.